# Županijska cesta Ž5210
Ž5210 je županijska cesta u Hrvatskoj.
Nalazi se na otoku Pagu i spaja bivšu trajektnu luku u Staroj Novalji s glavnom prometnicom na otoku, državnom cestom D106. Prolazi oko grada Novalje i čini dio njezine obilaznice.
Ukupna duljina ceste iznosi 8 km.
Cesta je do travnja 2012. godine bila razvrstana kao državna cesta D107, a od travnja 2012. do lipnja 2015. godine kao županijska cesta Ž6274.